# Liste der Stadtteile des Tokioter Bezirks Shibuya
Diese Liste der Stadtteile des Tokioter Bezirks Shibuya zählt alle heutigen Ortsteile auf dem Gebiet des Bezirks Shibuya im Osten der japanischen Präfektur Tokio auf. Der Bezirk liegt im Südwesten von Tokio. Aufgeführt werden nur die klar abgegrenzten Gebiete, wie sie auch für Postadressen in Japan verwendet werden.
Viele Stadtteile bestehen aus mehreren nummerierten Vierteln (丁目, chōme), die in der Regel mehrere Blocks umfassen. In vielen Tokioter Bezirken werden mehrere Stadtteile zu einem Gebiet (地域, chiiki) zusammengefasst. Im Bezirk Shibuya lassen sich aus historischen Gründen drei Gebiete unterscheiden: Shibuya, Sendagaya und Yoyohata, die drei Städte (-machi) im Landkreis Toyotama, durch deren Eingemeindung 1932 der Shibuya-ku als Stadtbezirk der damaligen Stadt Tokio entstand.
Die Liste ist gruppiert nach Gebieten und lateinisch alphabetisch sortiert. Die Nummern der chōme sind gegebenenfalls hinter dem Namen aufgeführt. Die angegebenen Postleitzahlen sind die normalen, territorialen; Stockwerke des Shibuya Scramble Square in Shibuya, Stockwerke des Ebisu Garden Place in Ebisu sowie bestimmte Institutionen wie die Gemeindeverwaltung haben eigene Postleitzahlen.
| Lat. Transkription, chōme | jp.          | Fläche (km², Stand: 2015) | Einwohnerzahl (Feb. 2021) | Postleitzahl (2021) | Gebiet/frühere Stadt |
| ------------------------- | ------------ | ------------------------- | ------------------------- | ------------------- | -------------------- |
| Ebisu 1–4                 | 恵比寿       | 0,73                      | 15512                     | 150-0013            | Shibuya              |
| Hiroo 1–5                 | 広尾         | 0,85                      | 15271                     | 150-0012            | Shibuya              |
| Higashi 1–4               | 東           | 0,60                      | 8375                      | 150-0011            | Shibuya              |
| Ebisu-Minami 1–3          | 恵比寿南     | 0,26                      | 4742                      | 150-0022            | Shibuya              |
| Ebisu-Nishi 1–2           | 恵比寿西     | 0,22                      | 4391                      | 150-0021            | Shibuya              |
| Daikan’yamachō            | 代官山町     | 0,10                      | 2066                      | 150-0034            | Shibuya              |
| Sarugakuchō               | 猿楽町       | 0,16                      | 1865                      | 150-0033            | Shibuya              |
| Hachiyamachō              | 鉢山町       | 0,11                      | 1190                      | 150-0035            | Shibuya              |
| Uguisudanichō             | 鴬谷町       | 0,11                      | 1856                      | 150-0032            | Shibuya              |
| Shibuya 1–4               | 渋谷         | 0,67                      | 4081                      | 150-0002            | Shibuya              |
| Sakuragaokachō            | 桜丘町       | 0,15                      | 1817                      | 150-0031            | Shibuya              |
| Nanpeidaichō              | 南平台町     | 0,15                      | 2037                      | 150-0036            | Shibuya              |
| Dōgenzaka 1–2             | 道玄坂       | 0,23                      | 594                       | 150-0043            | Shibuya              |
| Maruyamachō               | 円山町       | 0,07                      | 2050                      | 150-0044            | Shibuya              |
| Shinsenchō                | 神泉町       | 0,09                      | 2164                      | 150-0045            | Shibuya              |
| Shōtō 1–2                 | 松濤         | 0,28                      | 3092                      | 150-0046            | Shibuya              |
| Kamiyamachō               | 神山町       | 0,20                      | 2867                      | 150-0047            | Shibuya              |
| Udagawachō                | 宇田川町     | 0,17                      | 944                       | 150-0042            | Shibuya              |
| Jinnan 1–2                | 神南         | 0,41                      | 648                       | 150-0041            | Shibuya              |
| Yoyogi-Kamizonochō        | 代々木神園町 | 1,31                      | 118                       | 151-0052            | Yoyohata             |
| Uehara 1–3                | 上原         | 0,56                      | 10585                     | 151-0064            | Yoyohata             |
| Tomigaya 1–2              | 富ヶ谷       | 0,39                      | 9546                      | 151-0063            | Yoyohata             |
| Nishihara 1–3             | 西原         | 0,66                      | 10813                     | 151-0066            | Yoyohata             |
| Moto-Yoyogi-chō           | 元代々木町   | 0,18                      | 3753                      | 151-0062            | Yoyohata             |
| Ōyamachō                  | 大山町       | 0,24                      | 3298                      | 151-0065            | Yoyohata             |
| Hatsudai 1–2              | 初台         | 0,36                      | 8648                      | 151-0061            | Yoyohata             |
| Honmachi 1–6              | 本町         | 1,00                      | 27482                     | 151-0071            | Yoyohata             |
| Sasazuka 1–3              | 笹塚         | 0,63                      | 16745                     | 151-0073            | Yoyohata             |
| Hatagaya 1–3              | 幡ヶ谷       | 0,59                      | 16620                     | 151-0072            | Yoyohata             |
| Yoyogi 1–5                | 代々木       | 1,16                      | 24065                     | 151-0072            | Yoyohata             |
| Sendagaya 1–6             | 千駄ヶ谷     | 1,16                      | 10722                     | 151-0051            | Sendagaya            |
| Jingū-mae 1–6             | 神宮前       | 1,32                      | 12481                     | 150-0001            | Sendagaya            |